# Агент Картер
«Агентка Картер» (англ. Agent Carter) — американський телевізійний серіал, створений для ABC на основі коміксів Marvel Крістофером Маркусом і Стівеном МакФілі, за мотивами фільму «Перший месник», з Гейлі Етвел в головній ролі агента Пеггі Картер, яка працює в 1946 році таємним агентом. Є частиною Кінематографічного всесвіту Marvel.
Перший сезон серіалу, який складається з 8 серій, стартував 6 січня 2015 року. 7 травня 2015 року серіал був продовжений на другий сезон. Другий сезон вийшов на каналі ABC 19 січня 2016 року під час сезонної перерви «Агентів Щ. И.Т.» і складається з 10 серій. Всупереч позитивній критиці, через низькі рейтинги 12 травня 2016 року ABC оголосили про закриття серіалу «Агентка Картер».

## Сюжет
1946 рік. Пеггі Картер — офісний працівник Стратегічного Наукового Резерву (СНР) в Нью-Йорку. Потай вона намагається довести невинність Говарда Старка, обвинуваченого в зраді та продажу зброї ворогам США. Картер допомагає дворецький Старка Едвін Джарвіс. На тлі всього цього, Пеґі Картер доводиться миритися зі зникненням Стіва Роджерса і доводити своїм колегам по офісу, що жінка здатна не тільки носити каву.
У другому сезоні Пеґі переїжджає з Нью-Йорка в Лос-Анджелес, щоб допомогти у веденні розслідування таємничого вбивства. Йдучи по сліду, Картер стикається з організацією «Ізодін Енерджі», яка вела дослідження над невідомим науці елементом, названим «Нульовою матерією».

## У ролях

### Головні
| Актор            | Персонаж        | Примітки                                   |
| ---------------- | --------------- | ------------------------------------------ |
| Гейлі Етвел      | Маргарет Картер | головна героїня серіалу, агентка «СНР»     |
| Джеймс Д'Арсі    | Едвін Джарвіс   | дворецький Говарда Старка, помічник Картер |
| Енвер Джокай     | Деніел Суза     | агент «СНР»                                |
| Чед Майкл Мюррей | Джек Томпсон    | агент «СНР»                                |
| Ши Вігхем        | Роджер Дулі     | шеф «СНР»                                  |

### Другорядні
| Актор           | Персонаж         | Примітки                                                   |
| --------------- | ---------------- | ---------------------------------------------------------- |
| Домінік Купер   | Говард Старк     | бізнесмен, засновник Старк Індастріс                       |
| Ліндсі Фонсека  | Енджі Мартінеллі | офіціантка та актриса-початківець, подруга Картер          |
| Бріджет Ріган   | Дотті Андервуд   | радянська найманна вбивця та колишня Чорна Вдова           |
| Кайл Борнгаймер | Рей Кезмінскі    | радянський агент                                           |
| Леслі Бун       | Роуз Робертс     | операторка стаціонарної телефонної станції у «СНР»         |
| Вінн Еверетт    | Вітні Фрост      | актриса та науковий геній                                  |
| Лотта Вербек    | Ана Джарвіс      | дружина Едвіна Джарвіса                                    |
| Кертвуд Сміт    | Вернон Мастерс   | ветеран Військового міністерства та підлеглий Ради дев’яти |

### Епізодичні
| Актор        | Персонаж      | Примітки                          |
| ------------ | ------------- | --------------------------------- |
| Ніл Мак-Дона | Дум-Дум Дуґан | співробітник «Щ.И.Т.»             |
| Тобі Джонс   | Арнім Зола    | науковець «Гідри»                 |
| Джеймс Фрейн | Літ Бранніс   | колишній співробітник «Левіафану» |
| Сара Болджер | Вайолет       | дівчина Деніела Сузи              |
| Кріс Малкі   | Бад Шульц     |                                   |

## Епізоди

### Перший сезон (2015)
| № | Назва                                      | Режисер           | Сценарист                         | Дата показу в США | Глядачі в США (в мільйонах) |
| - | ------------------------------------------ | ----------------- | --------------------------------- | ----------------- | --------------------------- |
| 1 | «Now is Not the End» «Тепер це не кінець»  | Луїс Д'Еспозіто   | Крістофер Маркус і Стівен Макфілі | 6 січня 2015      | 6,91                        |
| 2 | «Bridge and Tunnel» «Міст і тунель»        | Джозеф В. Руссо   | Ерік Пірсон                       | 6 січня 2015      | 6,91                        |
| 3 | «Time and Tide» «Час і потік»              | Скотт Вайнант     | Енді Бушелл                       | 13 січня 2015     | 5.10                        |
| 4 | «The Blitzkrieg Button» «Кнопка Бліцкригу» | Стівен Крейг      | Брант Енглештейн                  | 27 січня 2015     | 4.63                        |
| 5 | «The Iron Ceiling» «Залізна стеля»         | Пітер Лето        | Хосе Моліна                       | 3 лютого 2015     | 4.20                        |
| 6 | «A Sin to Err» «Гріх помилятися»           | Стівен Вільямс    | Ліндсі Аллен                      | 10 лютого 2015    | 4.25                        |
| 7 | «Snafu» «Плутанина»                        | Вінсент Місіано   | Кріс Дінгесс                      | 17 лютого 2015    | 4.15                        |
| 8 | «Valediction» «Прощання»                   | Крістофер Місіано | Мішель Фазекас і Тара Баттерс     | 24 лютого 2015    | 4.02                        |

### Другий сезон (2016)
| №  | Назва                                               | Режисер            | Сценарист                                  | Дата показу в США | Глядачі в США (в мільйонах) |
| -- | --------------------------------------------------- | ------------------ | ------------------------------------------ | ----------------- | --------------------------- |
| 1  | «The Lady in the Lake» «Леді в озері»               | Лоуренс Трілінг    | Брант Енглештейн                           | 19 січня 2016     | 3,18                        |
| 2  | «A View in the Dark» «Вид у темряві»                | Лоуренс Трілінг    | Ерік Пірсон і Ліндсі Аллен                 | 19 січня 2016     | 3,18                        |
| 3  | «Better Angels» «Кращі ангели»                      | Девід Платт        | Хосе Моліна                                | 26 січня 2016     | 2.90                        |
| 4  | «Smoke & Mirrors» «Дим і дзеркала»                  | Девід Платт        | Сью Чанг                                   | 2 лютого 2016     | 2.77                        |
| 5  | «The Atomic Job» «Атомна робота»                    | Крейг Зіск         | Ліндсі Аллен                               | 9 лютого 2016     | 2.66                        |
| 6  | «Life of the Party» «Душа компанії»                 | Крейг Зіск         | Ерік Пірсон                                | 16 лютого 2016    | 2.39                        |
| 7  | «Monsters» «Монстри»                                | Метін Хюсеїн       | Брендон Істон                              | 16 лютого 2016    | 2.39                        |
| 8  | «The Edge of Mystery» «Грань таємниці»              | Метін Хюсеїн       | Брант Енглештейн                           | 23 лютого 2016    | 2.50                        |
| 9  | «A Little Song and Dance» «Маленька пісня та танці» | Дженіфер Гетзінгер | Мішель Фазекас і Тара Баттерс, Кріс Дінгес | 23 лютого 2016    | 2.50                        |
| 10 | «Hollywood Ending» «Голлівудський кінець»           | Дженіфер Гетзінгер | Кріс Дінгес, Мішель Фазекас і Тара Баттерс | 1 березня 2016    | 2.35                        |

## Виробництво
Про наміри створити другий телесеріал кінематографічного всесвіту Marvel (після «Агентів Щ. И. Т.») було вперше оголошено 8 травня 2014. Сценаристи пілотного епізоду Крістофер Маркус та Стівен МакФілі, що написали сценарії до деяких інших фільмів серії, а саме: «Перший месник» «Перший месник: Друга війна» і «Тор 2: Царство темряви».

## Цікаві факти
- В першому епізоді серіалу з'являється Антон Ванко — батько Івана Ванко, що був антагоністом фільму «Залізна людина 2».
- У третьому епізоді Говард Старк знімає фільм про ковбоя Кід Кольта. Це справжній персонаж коміксів Marvel.
- Енвер Джокай виконав роль двох персонажів у кіновсесвіті Marvel — Деніел Суза в «Агент Картер» та поліціянт у фільмі «Месники».
- Залізна людина у фільмах має штучний інтелект під назвою ДЖАРВІС, який судячи по цьому серіалу, Тоні назвав на честь дворецького сім'ї Старків.
- В одній з серій першого сезону нам показують Червону Кімнату — академію, де радянська влада вербувала маленьких дівчаток в наймані вбивці. У серіалі там вчилась Доті Андервуд, а у коміксах — Чорна Вдова.
- Агент Картер з'являється в одній з серій серіалу «Агенти Щ.И.Т.».
- У наступних фільмах про Капітана Америку фігурує племінниця Пеггі — Шерон Картер.
- Джеймс Д'Арсі повторив роль Едвіна Джарвіса в кінострічці «Месники: Завершення». Це перша поява серіального персонажа на великих екранах кіновсесвіту Marvel.
- Енвер Джокай повернувся до ролі Сузи у сьомому сезоні «Агентів Щ.И.Т.».[2]